# W Motors
W Motors是一家阿聯跑車公司，于2012年在黎巴嫩成立，是中东第一家高性能豪华跑车及豪華休旅車开发商。该公司总部位于杜拜，业务包括汽車設計、研发以及车辆工程和制造。W Motors並在其运营部门内提供超級跑車專案咨询服务。
W Motors計劃於2019年開始開發其在杜拜的專屬工廠設施，該專案預計於2020年初完成。該設施將容納W Motors當前和未來車型的生產，包括电动汽车和自動駕駛汽車，並加入現有的W Motors位於杜拜的設計工作室及其旗艦店。

## 車型

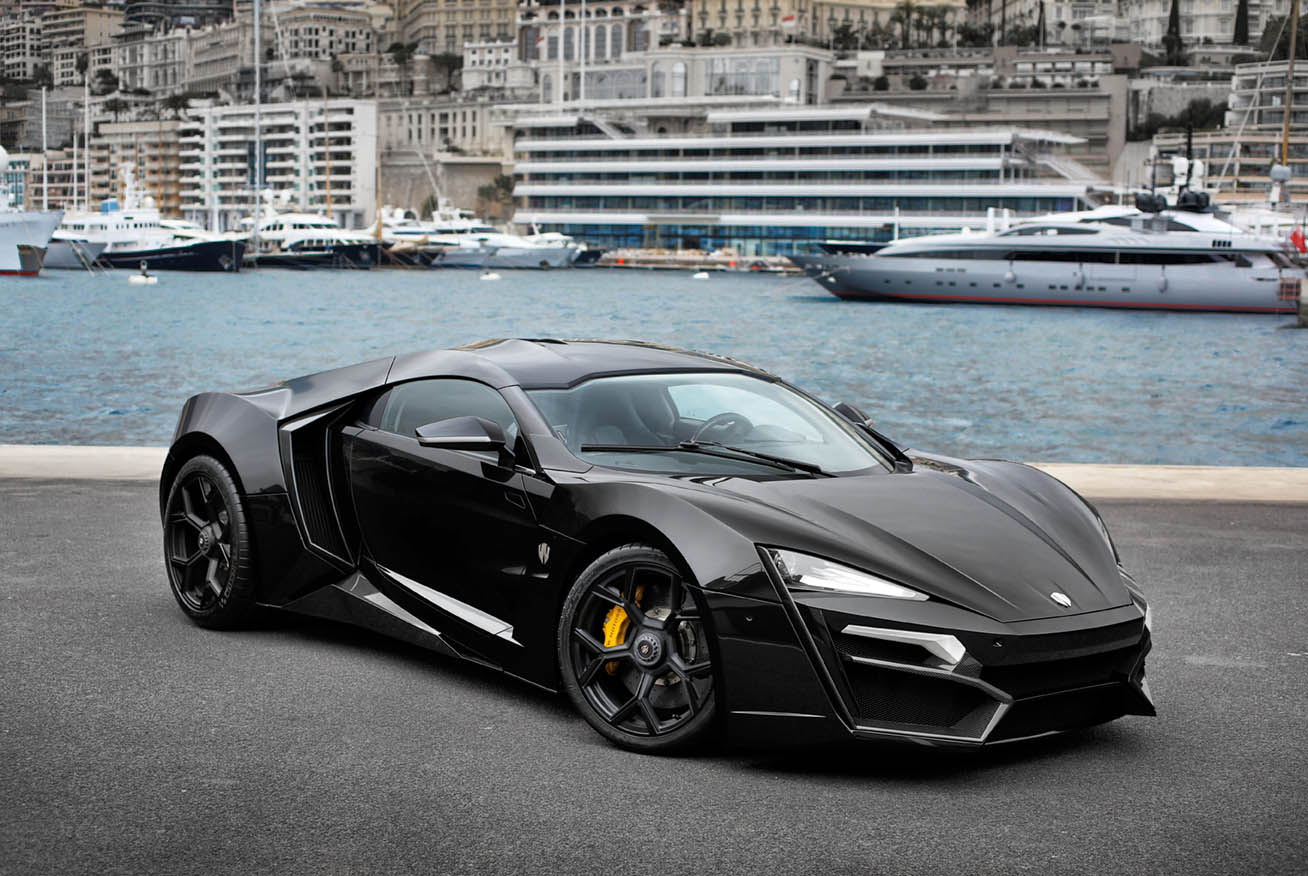
於埃居尔港電影拍攝中的Lykan HyperSport

W Motors在2013年1月的卡達國際車展上推出了其首款原型車型Lykan HyperSport。
2013年，環球影業向W Motors訂購12輛Lykan HyperSport特技車用於玩命關頭7拍攝。
目前W Motors獨立生產了三款車型。同時與中國大陸品牌「ICONIQ Motors」合作生產該公司第一輛電動車。

## 外部參考
- 官方网站